# Sphinx caliginosus
Sphinx caliginosus är en fjärilsart som beskrevs av Kirby 1892. Sphinx caliginosus ingår i släktet Sphinx och familjen svärmare. Inga underarter finns listade i Catalogue of Life.